# Carlo De Dominicis
Carlo De Dominicis (Roma, 26 febbraio 1696 – Roma, 2 ottobre 1758) è stato un architetto italiano, attivo particolarmente nell'ambiente del borrominismo romano, allievo di Filippo Raguzzini.
Tra le sue opere a Roma: facciata di S. Bartolomeo dei Bergamaschi (1731), in cui spicca l'importante portale; SS. Celso e Giuliano in Banchi (1733-40), in cui viene affrontato il tema berniniano di uno spazio ellittico ad asse trasverso; progetto per S. Eligio dei Sellai; restauro di S. Orsola e S. Caterina a Tor de' Specchi; lavori decorativi in S. Francesco a Ripa.